# Climate Action Tracker
Climate Action Tracker — исследовательская группа целью которой является мониторинг действий по сокращению выбросов парниковых газов. Группа отслеживает действия по сокращению выбросов в 32 странах, на которые приходится более 80 % глобальных выбросов.

## 2022
Отчет CAT отмечает, что российское вторжение на Украину привело к значительному росту инвестиций в добычу углеводородов во всем мире, что ставит под угрозу выполнение планов по снижению темпов глобального потепления. Согласно отчету CAT, рост добычи углеводородов может привести к необратимому изменению климата.